# Anleitung zur sexuellen Unzufriedenheit (Comic)
Anleitung zur sexuellen Unzufriedenheit ist die Comicversion des gleichnamigen Bühnenprogramms des österreichischen Kabarettisten Bernhard Ludwig aus dem Jahr 2005. Die Erstellung des Comics vertraute Ludwig dem Comicautor Günther Payr und dem Zeichner Tim Jost an. Der Comic ist – ganz nach dem Vorbild Scott McClouds – in schwarz-weiß gehalten. Die erste Ausgabe des Buchs (Hardcover) ist im Verlag Ueberreuter erschienen. Eine englischsprachige, von David Seycek übersetzte Version des Comics erschien 2005 bei Ueberreuter unter dem Titel „A Guide to Sexual Misery“ (ISBN 3800071797). Die Taschenbuchversion ist 2008 im Goldmann Verlag erschienen. Eine überarbeitete und erweiterte Version des Comics erschien 2014 als Sonderedition im Bernhard Ludwig Eigenverlag, die als Kindle Edition und Taschenbuchausgabe über Amazon verfügbar ist.
So wie das Bühnenprogramm, ist auch die Comicversion ganz im Stile der Provokativen Therapie von Frank Farrelly gehalten, in der mit humorvoller Provokation der Widerspruchsgeist, die Selbstverantwortung und die Eigenständigkeit des Lesers geweckt und entwickelt werden sollen. Somit soll das Buch nicht nur unterhalten, sondern auch gleichzeitig therapieren.

## Rezeption
nachrichten.at schreibt 2006: „Das schwarz-weiß-Comic ist handwerklich fein gemacht, die Bühnen-Schmähs des in Steyr geborenen Psychologen sind nachvollziehbar. Ein ungewöhnlich gutes, witziges Buch.“ Thomas Kögel von Comicgate schreibt 2006: „Das Experiment ist also geglückt, die Mischung aus Humor, Wissenschaft und Comic macht Spaß.“ 2013 wurde der Comic in der Sendung Reden wir lieber mal (nicht) darüber – Das Schattendasein der Sexualität in der Medizin des Hörfunksenders Ö1 als Lektüre empfohlen.